# Codo (Saragossa)
Codo ist eine nordspanische Gemeinde (municipio) mit 201 Einwohnern (Stand: 2024) in der Provinz Saragossa in der Autonomen Gemeinschaft Aragón. 

## Lage
Codo liegt etwa 50 Kilometer (Fahrtstrecke) südsüdöstlich von Saragossa. 

## Bevölkerungsentwicklung
| Jahr      | 1960 | 1970 | 1981 | 1991 | 2001 | 2011 | 2021 |
| Einwohner | 707  | 496  | 402  | 325  | 275  | 213  | 206  |

## Sehenswürdigkeiten
- Kirche San Bernardo mit Turm im Mudejar-Stil
- Ruinen der früheren Burg aus dem 14. Jahrhundert

## Persönlichkeiten
- Benjamín Jarnés (1888–1949), Schriftsteller
- Dionisio Carreras, genannt El Campana, Langstreckenläufer (Marathon), 9. Platz bei den Olympischen Spielen 1924